# 桦树川水库
桦树川水库，原名红卫兵水库，位于中华人民共和国黑龙江省宁安市东部卧龙朝鲜族乡境内，是蛤蟆河上游的一座大型水库。水库工程于1966年处开建，1971年1月主体竣工，2002年对主体工程进行了除险加固。水库是一座以灌溉为主，兼有防洪、发电、养鱼、旅游等综合利用功能。坝址以上集水面积505平方千米，总库容1.32亿立方米，兴利库容0.847亿立方米。水库大坝为黏土斜墙土石混合坝，长320米，最大坝高33.8米，坝顶宽8米。坝后式电站装有2300千瓦发电机组1台，设计年均发电量364万千瓦时。水库年均向下游灌区供水8000万立方米，灌溉7000公顷水田。同时有效地保护了下游6个乡镇，近10万人口及图佳铁路、鹤大高速的防洪安全。